# Pascal Bas
 (août 2022).
Pour les articles homonymes, voir BAS.
Pascal Bas, est un architecte et un enseignant français.

## Biographie
En 1988, il est diplômé  de l'École nationale supérieure d'architecture de Versailles avec un mémoire sur une caserne de pompiers à Saint-Lô, un centre principal de secours dans la Z.A.C. de "Bois ardent", sous la direction de G. Cladel. 
Il exerce en profession libérale depuis 1994 à Thoiry. ses réalisations portent aussi bien sur des ouvrages pour des maîtrises d'ouvrage privées ou publiques, notablement le parc zoologique de Thoiry, pour lequel il réalise l'arche des petites bêtes, les tunnels des fauves ou la terre des gorilles.
Il mène depuis 1986, en parallèle avec sa carrière d'architecte, une carrière d'enseignant au lycée des Métiers de l'Habitat et du Développement durable Viollet-Le-Duc à Villiers-Saint-Frédéric (78) où il donne des cours aux futurs assistants en architecture (Technicien d’Études du Bâtiment, option Assistant en Architecture).

## Architecture
Pascal Bas exerce en profession libérale depuis 1994 à Thoiry. 
Il conçoit des projets en collaboration avec les communes des Yvelines pour des écoles, locaux associatifs mais aussi dans le cadre de contrats ruraux,, départementaux comme le musée d'art naïf de Vicq, mais aussi pour des maîtres d'ouvrages privés,.
Pascal Bas est également un partenaire privilégié du parc zoologique de Thoiry depuis 2004. 

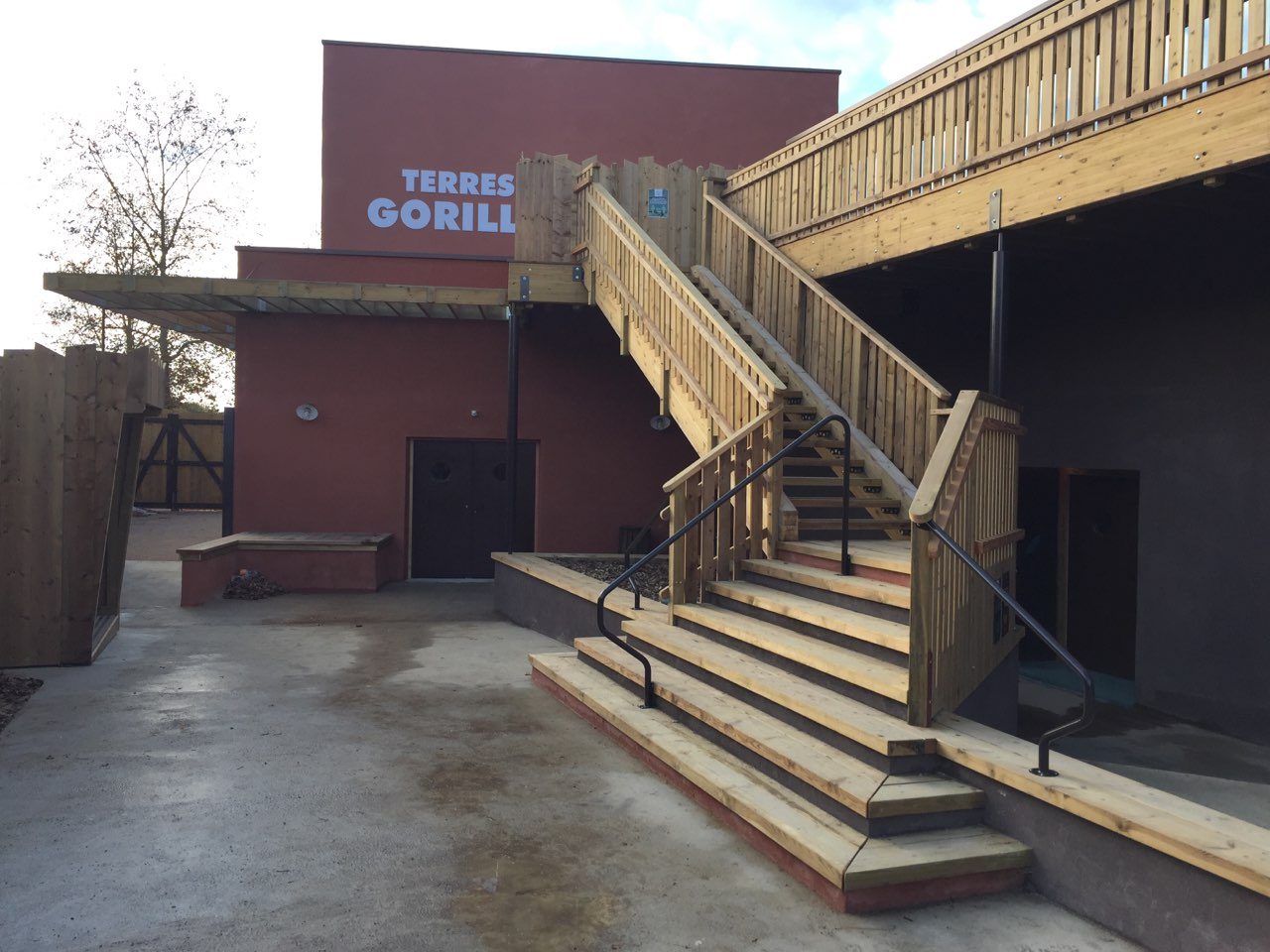
Terres des Gorilles.

Précurseur dans la conception des modes de visites de parcs animaliers, depuis 2010, il conçoit et assure la construction des tunnels des fauves, puis des hyènes . Ce concept sera repris par plusieurs zoos par la suite.
Précurseur dans la conception durable, en 2012, il conçoit et assure la construction de l'« Arche des petites bêtes,, », conjointement avec Colomba de La Panouse-Turnbull (maître d'ouvrage) et Philippe Peiger (paysagiste). Cet ouvrage de 500 m2 est un immense bâtiment (marine) ou vaisseau qui présente de façon novatrice les "petites bêtes" appartenant à la classe des amphibiens et invertébrés. Ce bâtiment en ossature bois et chanvres,,,vise à minimiser l’empreinte écologique et à minimiser l’impact de la construction sur la faune et la flore existantes par la végétalisation de la toiture et un aménagement adapté des abords.
Précurseur dans la conception d'abri animalier en processus BIM (Building Information Modeling), il conçoit et assure la construction en 2020 des "Terres Gorilles". Cet ouvrage permet d’accueillir les gorilles, il est constitué de deux bâtiments pour les gorilles ainsi qu'une zone centrale visiteur qui permet de rejoindre des satellites enterrés et un parcours par un pont de singe, le tout sur une surface de 740 m2,. Grâce à la maquette numérique et aux visites virtuelles, les soigneurs ont pu participer pleinement à la conception pratique des utilisateurs pour le bien des animaux et les parcours visiteurs ont pu être tester avant réalisation.

## Enseignement
Enseignant depuis 1986 au lycée professionnel des Métiers de l'Habitat et du Développement durable Viollet-Le-Duc à Villiers-Saint-Frédéric (78). Il enseigne la pratique professionnelle aux dessinateurs techniques puis aux collaborateurs d'architectes et aux assistants en architecture. Il transforme sa pratique d'enseignement en suivant les évolutions des techniques ou des normes. Il alterne les enseignements par les croquis de perspective, le dessin technique aux instruments, le Dessin assisté par ordinateur (DAO), le process BIM et les rendus infographiques ou les visites en réalité virtuelles.
Il partage ses cours, ressources et vidéos sur le site É-batiment à l'ensemble de la communauté éducative.
Depuis 2014, il fait partie de la commission nationale permanente de création de sujet pour le baccalauréat professionnel Technicien d'Études du Bâtiment option B Assistant en Architecture et est spécialiste de l'épreuve E23 : Présentation de documents graphiques.
Il a également réalisé un sujet complet, sorti en 2011, pour cette option en se basant sur un de ces dossiers la construction d'une maison des sports à Magnanville.
Il a également autorisé l'utilisation du dossier de construction de l'arche des petites bêtes pour un sujet en 2021 destiné à la métropole de baccalauréat Sciences et Technologies de l'Industrie et du Développement Durable (STI2D) spécialité Architecture et Construction

## Sport automobile
Passionné par la moto, il organise régulièrement des sorties en groupe.
Il a également participé en tant qu'assistance technique au Paris Dakar.
 (PARIS DAKAR en Assistance technique).